# Aragonès mig-ribagorçà
L'Aragonès mig-ribagorçà o Aragonès de la Ribagorça Mitjana és la varietat dialectal de l'aragonès que es parla a la Ribagorça, a la zona que abasta: Morillo de Liena, Campo, Espluga, Vall de Bardaixí, Vall de Lierp, Seira, Barbaruens i Abi.
El congost de Ventamillo el separa del benasquès. Entra en contacte amb el català ribagorçà a la vall de Bacamorta i a la Ribera, vall lateral del Isàvena, al sud del Turbó. A la Ribera el català ribagorçà s'assembla al parla Serradui, però amb influència de l'aragonès Mig-Ribagorçà.
El lloc més representatiu i conegut és Campo (el campès), encara que també existeixen estudis monogràfics de la Vall de Lierp.

## Fonètica
- Son molts els casos de pèrdua de la -o final que no es pot trobar a l'aragonès:
  - sort (sort)
  - corp (cos)
  - traball (treball)
  - any (any)
  - rebós (rebost)
  - fet (fet)
  - uells (ulls)
  - cunills  (conill)
  - polls (polls, pollastres)

- Són alguns els casos de no diftongació de la Ĕ curta llatina, els tres primers es troben també en l'aragonès baix-ribagorçà:
  - ben (bé)
  - també (també)
  - peus (peus)
  - terra (terra)
  - pedra (pedra)
  - tempo (temps)

- Són alguns els casos de no diftongació de la Ŏ curta llatina:
  - sort (sort)
  - corp (cos)
  - forza (força)

- Es conserven més casos de diftongació davant de -Iod que en l'aragonès baix-ribagorçà:
  - OCULU > * ollo > uell (ull)

- El grup -it- esta molt castellanitzat.
  - mucho, noche, pecho, ascuchá

- El diftongo -ie- de -iello està castellanitzat en -illo:
  - Congosto de Ventamillo, crespillo.

## Morfologia
- Els articles són: el, la, es, les.
- Es conserva la conjunció comparativa més, com en benasquès i alguna zona del Sobrarb:
  - Magis > mais > més (més)
- Els pronoms personals de 1ª i 2ª de persona del plural són: nusotros i vusotros.
- El morfema personal de 1ª persona plural acaba en -m: cantam.
- Encara que el present del verb estar té diftong (el ye, tu yes), el passat imperfecte no té (el eba en lloc del yera com en aragonès general).